# Hosahalli, Yelbarga
Hosahalli là một làng thuộc tehsil Yelbarga, huyện Koppal, bang Karnataka, Ấn Độ.